# Drepanosticta rudicula
Drepanosticta rudicula är en trollsländeart som beskrevs av Van Tol 2007. Drepanosticta rudicula ingår i släktet Drepanosticta och familjen Platystictidae. Inga underarter finns listade i Catalogue of Life.